# Hemyda americana
Hemyda americana là một loài ruồi trong họ Tachinidae.